# Die ersten Menschen (Oper)
Die ersten Menschen ist eine Oper in zwei Akten von Rudi Stephan. Als Libretto wählte er die gleichnamige Dichtung von Otto Borngräber, das dieser als „erotisches Mysterium“ bezeichnet hatte. Das Werk entstand zwischen 1911 und 1914 und erlebte seine Uraufführung postum am 1. Juli 1920 an der Oper Frankfurt, fast fünf Jahre nachdem der Komponist im Ersten Weltkrieg gefallen war.

## Handlung
Die Oper spielt nach der Vertreibung aus dem Paradies zu Beginn des Alten Testaments. Das Bild zeigt eine Urlandschaft im Frühling.

### Erster Akt
Adahm schuftet auf dem Feld, um im Schweiße seines Angesichts sein Brot zu verdienen. Während er schon ein typischer Vertreter der bürgerlichen Gesellschaft geworden ist, sehnen sich seine Frau Chawa sowie die beiden Söhne Kajin und Chabel nach dem Garten Eden zurück, wo noch keine festen Moralbegriffe galten. Als Chawa ihrem Mann bei der Arbeit zusieht, stellt sie sich vor, wie er sie körperlich begehrt.
Kajin ergeht es ähnlich wie seiner Mutter. Auch er ist von einer sexuellen Unruhe durchströmt, als er Chawa betrachtet. Durch sie entdeckt er das Verlangen nach dem anderen Geschlecht. Als Chawa seine Lüste bemerkt, wendet sie sich entsetzt von ihm ab.
Beide, Adahm in seiner Grübelei und Chawa in ihrem unerfüllten Verlangen, fühlen sich einsam und verloren. Sie fühlen sich getröstet, als der heimkehrende Chabel ihnen von seiner mystischen Vision eines allgütigen, allwissenden und allmächtigen Gottes erzählt.

### Zweiter Akt
Es ist Nacht. Chawa steht vor dem Opferstein und fleht Gott an, er möge ihrem Gatten den Gedanken einhauchen, dass er sie wieder begehrenswert finde wie in früheren Zeiten. Plötzlich stellt sie fest, dass sie von ihrem Sohn Chabel beobachtet wird. Diesem wird zum ersten Mal bewusst, was für eine schöne Frau seine Mutter ist. Als dann noch Kajin hinzukommt und die Begierden seines Bruders bemerkt, packt ihn die Eifersucht. Im Exzess schlägt er so heftig auf Chabel ein, bis er sich nicht mehr regt.
Chawa ist fassungslos, als sie den Mord bemerkt. Sie verflucht ihren Sohn und will sich auf ihn stürzen. Doch bevor sie an ihm die gleiche Tat begehen kann, wird sie von Adahm zurückgehalten. Das Heraufkommen des neuen Tages, dem das Paar nun entgegengeht, symbolisiert den Beginn einer neuen (besseren?) Welt.

## Musik
Instrumentation:
- 2 Piccoloflöten (auch Flöte), Flöte, 2 Oboen, Englischhorn, 2 Klarinetten, Bassklarinette (auch 3. Klarinette), 2 Fagotte, Kontrafagott (auch 3. Fagott), Altsaxophon
- 4 Hörner, 4 Trompeten, 3 Posaunen, Basstuba
- Pauken, Schlagwerk (kleine Trommel, große Trommel, Becken, Tamtam, Triangel, Glockenspiel, Xylophon)
- Celesta, 2 Harfen
- Streicher
- Bühnenmusik: Englischhorn, Orgel, tiefe Glocke

Der Musik merkt man an, dass der Komponist – ähnlich wie Arnold Schönberg – einerseits seine Wurzeln in der Spätromantik hat, andererseits aber deutlich in die Moderne voranstrebt. Neben tonalen Elementen finden sich in der Oper auch bereits expressionistische Klänge, die manchmal an keine Tonart mehr gebunden sind.

## Geschichte und Rezeption
Rudi Stephan hatte Otto Borngräbers „erotisches Mysterium“ Die ersten Menschen 1909 kennengelernt. Obwohl er die dramaturgischen Schwächen des Librettos erkannte, und ihm auch Freunde von einer Vertonung des Stoffs abgeraten hatten, sah er die dargestellten Konflikte als Basis einer idealen Gestaltungsmöglichkeit für seine Musik. Stephan führte die Komposition in den Jahren 1911 bis 1914 aus und hatte im November 1914 die Zusicherung der Oper Frankfurt, das Werk im kommenden Winter uraufzuführen. Der Verlauf des Ersten Weltkriegs und Rudi Stephans eigener Tod auf dem Schlachtfeld bei Tarnopol (heute Ukraine) im Alter von 28 Jahren verhinderten dies.
Die Uraufführung fand schließlich postum am 1. Juli 1920 in der Oper Frankfurt unter der Leitung von Ludwig Rottenberg statt. Später erarbeitete der Musikwissenschaftler Karl Holl eine um ein Drittel gekürzte „Neufassung“, die 1924 in Münster, 1925 in Darmstadt und 1926 in Lübeck aufgeführt wurde. Auch Inszenierungen in Hagen 1954 und in Bielefeld 1988 folgten dieser Fassung; dazwischen brachte die Hamburgische Staatsoper 1983 unter der Leitung von Gerd Albrecht einen Querschnitt konzertant zur Aufführung. Erst 1998 wurde die vollständige Urfassung in Berlin unter Karl Anton Rickenbacher konzertant aufgeführt und auf CD eingespielt.
2021 zeigte De Nationale Opera in Amsterdam eine Neuinszenierung von Calixto Bieito mit Kyle Ketelsen (Adahm), Leigh Melrose (Cain), Annette Dasch (Chawa) und John Osborn (Chabel) und dem Concertgebouw-Orchester unter der musikalischen Leitung von François-Xavier Roth. Arte Concert stellte eine Video-Aufzeichnung der Produktion im Internet bereit.
2023 präsentierte die Oper Frankfurt eine Inszenierung von Tobias Kratzer mit einer Ausstattung von Rainer Sellmaier. Die musikalische Leitung hatte Sebastian Weigle. Es sangen Andreas Bauer Kanabas (Adahm), Ambur Braid (Chawa), Iain MacNeil (Kajin) und Ian Koziera (Chabel). Diese Inszenierung wurde in der Kritikerumfrage der Zeitschrift Opernwelt als „Wiederentdeckung des Jahres“ ausgezeichnet.

## Tonträger
- Gesamtaufnahme beim deutschen Label cpo auf zwei CDs mit Siegmund Nimsgern, Gabriele Maria Ronge, Florian Cerny und Hans Aschenbach sowie dem Berliner Rundfunk-Sinfonieorchester unter der Leitung von Karl Anton Rickenbacher
- Gesamtaufnahme der gekürzten Fassung von Karl Holl beim französischen Label Naïve auf zwei CDs mit Nancy Gustafson, Franz Hawlata, Wolfgang Millgramm, Donnie Ray Albert und dem Orchestre National de France unter der Leitung von Mikko Franck